# Celler Cooperatiu de Rubí
El Celler Cooperatiu de Rubí és una entitat situada en un edifici modernista de Rubí (Vallès Occidental) del mateix nom. La construcció està ubicadada entre els carrers Federico García Lorca, General Prim, Pintor Murillo i Pintor Coello, i és el penúltim celler que va construir Cèsar Martinell. És una obra protegida com a bé cultural d'interès local.

## Edifici

### Construcció
L'edifici està format per dos cossos rectangulars i perpendiculars i respon a un model arquitectònic tardomodernista per la construcció d'arcs d'obra vista, característic de moltes cooperatives vinícoles del Camp de Tarragona, també projectades pel mateix arquitecte. Actualment consta de tres àmbits importants: la nau principal, de 1920, en forma de L i on es trobaven les tines, la part soterrània, on es situaven unes altres vint tines més, i l'annex construït l'any 1958 a la part oest, per a la venda de vi i derivats al detall.
Les cobertes a dues vessants, estan fetes amb uralita acanalada i anteriorment a l'any 1939, hi havia plaques d'uralita. Les cobertes se sostenien per cavalls de fusta.
A l'interior, les naus estan separades per pilars de totxo que sostenen arcs rebaixats, també de totxo.
A la façana, s'ha utilitzat el mateix material constructiu i els murs, es divideixen per pilastres adossades que s'uneixen a la part superior per uns arcs on hi ha finestres. No s'ha fet gaire treball decoratiu.
Les tines estan sustentades per quatre pilars que fan una forma ondulada de totxo i que formen quatre mitges voltes.

### Rehabilitació
L'agost del 2007 es va enfonsar una part de la teulada. El Celler es va restaurar sota la direcció de l'arquitecte Joan Albert Adell.
Es va renovar la teulada en la seva totalitat seguint els cànons modernistes amb teula de color verd i terra. A la primera planta de l'edifici, a la qual s'accedeix des del carrer del Pintor Murillo, es va  mantenir la doble alçada actual, amb una petita plataforma des d'on es pot veure tot l'espai central de la nau i les 20 tines que hi ha en l'actualitat. Es van construir dues escales i un ascensor per connectar les dues plantes. Es van preservat els arcs de descàrrega en forma de palmera, que serveixen per suportar les tines i mantenir-les aixecades, així com les pilastres de maons d'obra vista de la planta subterrània, tots dos elements característics del modernisme català que es poden trobar a pocs edificis. Un cop restaurat el Celler i acabades les obres del seu entorn es va inaugurar el 26 d'octubre del 2013.

## Entitat

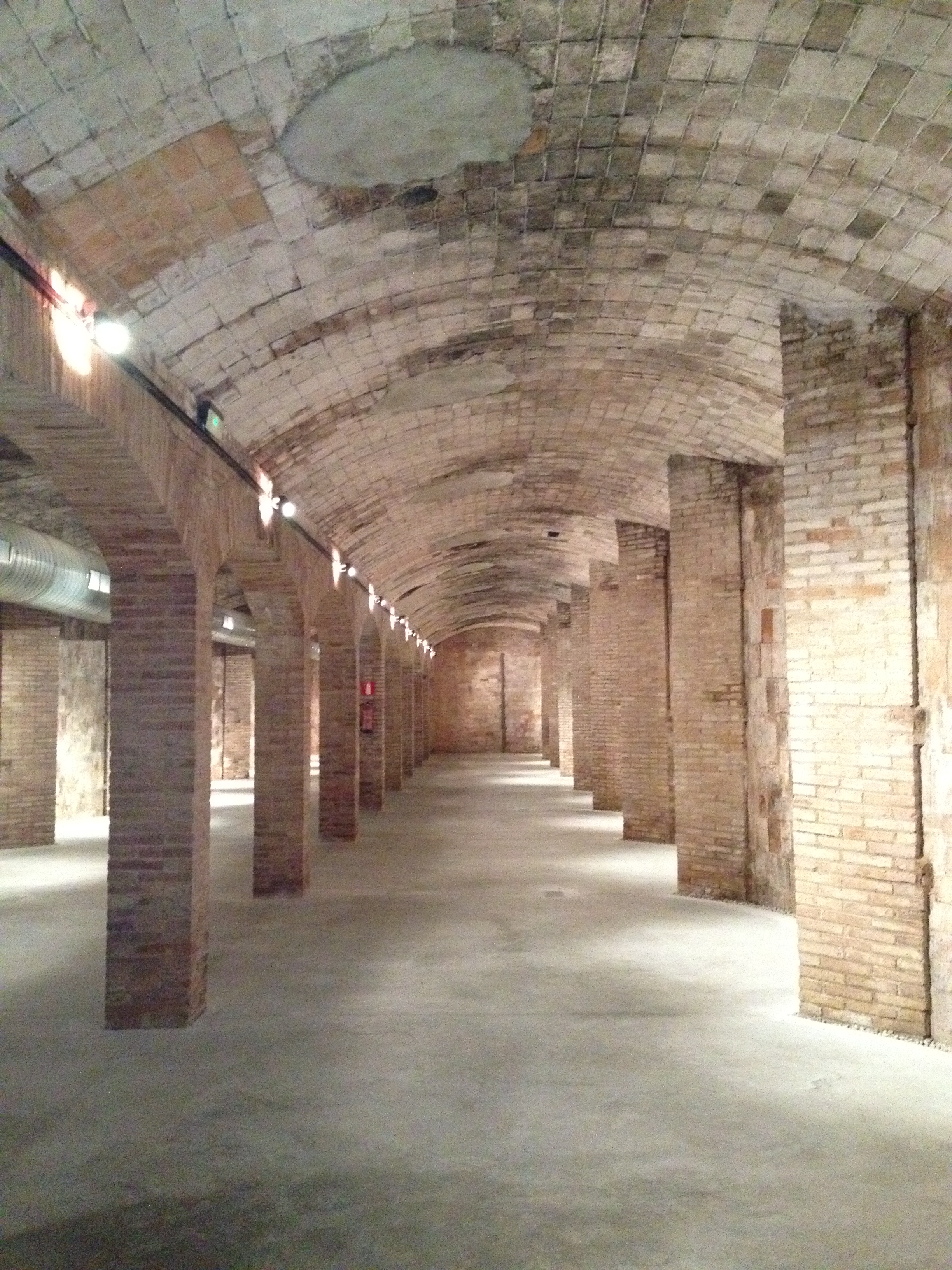
Sala soterrani

L'objectiu final del celler era que qualsevol soci viticultor, propietari, arrendatari o parcer aportés la seva producció per desenvolupar col·lectivament el procés del vi i la seva comercialització posterior. El celler va ser fundat per Pere Pí i es va inaugurar l'any 1920. A partir d'aquell moment, va ser una cooperativa de socis.Era una secció depenent de la Cambra Agrícola Oficial de Rubí, l'actual Casino Espanyol. Un grup de 119 pagesos van decidir formar una cooperativa per esdevenir més competitius. Aquesta entitat va adquirir uns terrenys de 3.189 metres quadrats per edificar-hi un celler. Les varietats tradicionals de raïm a Rubí eren: sumoll, cua-sec, rosat, xarel·lo i la varietat picapoll es venia com a raïm de taula.
El 1920 s'encarregà la construcció del celler al deixeble d'Antoni Gaudí, Cèsar Martinell i Brunet. El 1921 quedaren aprovats els estatuts, quedant integrada la societat a "la Unió de vinyaters de Catalunya". A l'Exposició Internacional de Barcelona de 1929 tingué medalla de plata i menció honorífica.
A finals del 1932 el Celler es va deslligar de la Cambra agrícola i després de diverses fusions i canvis cap a 1939 va adoptar el nom de Celler Cooperatiu de Rubí, Societat Cooperativa Catalana Limitada. La societat es va anar ampliant fins al 1958. Paral·lelament la seva cabuda de vi va anar augmentant fins als 27.000 hl.
Als anys 60 comença a entrar en decadència. Es va iniciar amb la riuada de 1962. A la dècada dels 70 va patir els efectes de la decadència vitícola i es va anar reduint la seva producció. Va ser l'any 1989 que la cooperativa va plegar, ja que la seva capacitat va quedar reduïda a 2.000 hl,. I l'Ajuntament va adquirir l'edifici i el terreny que l'envolta.

## Galeria d'imatges

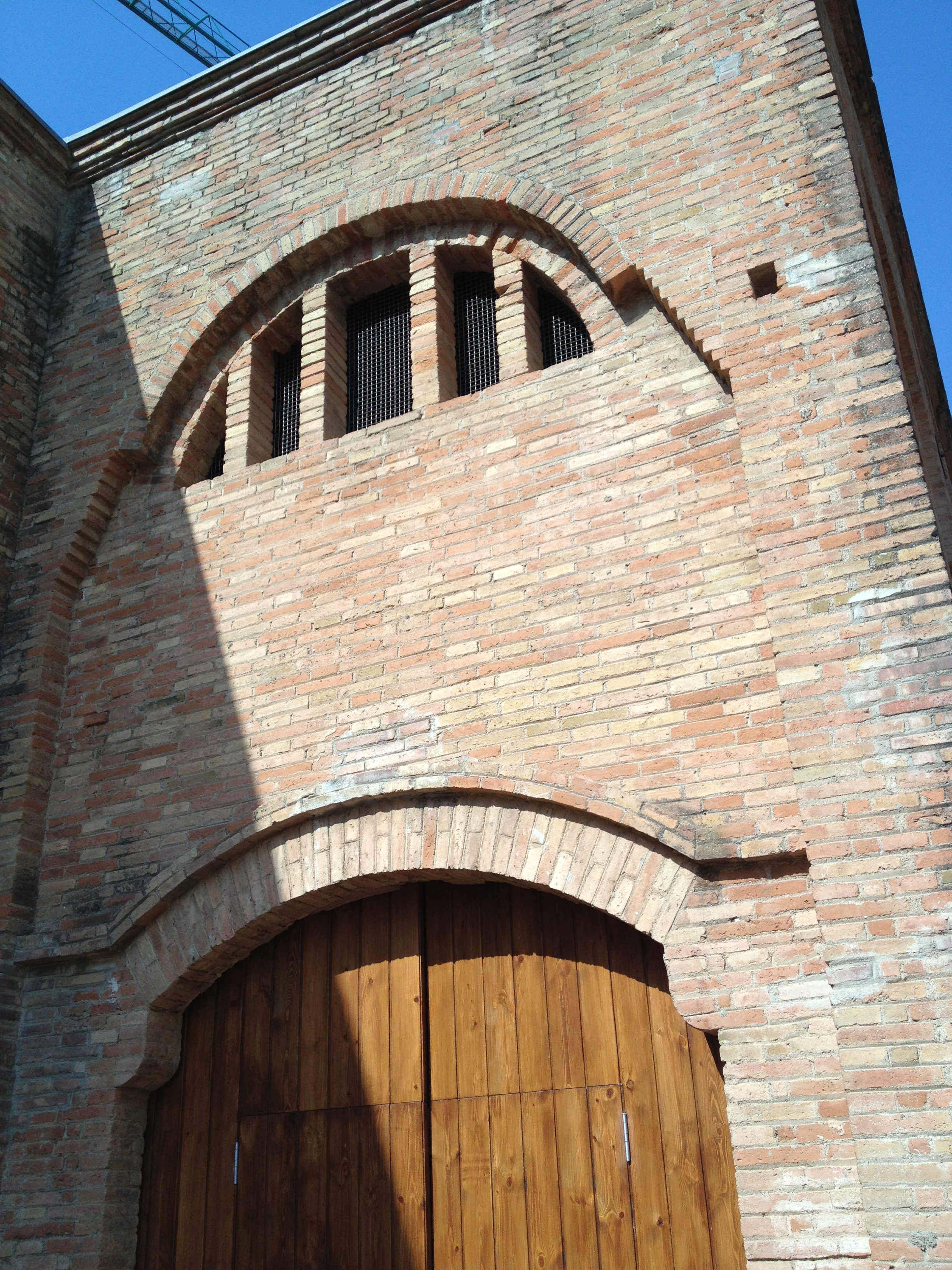
Porta lateral
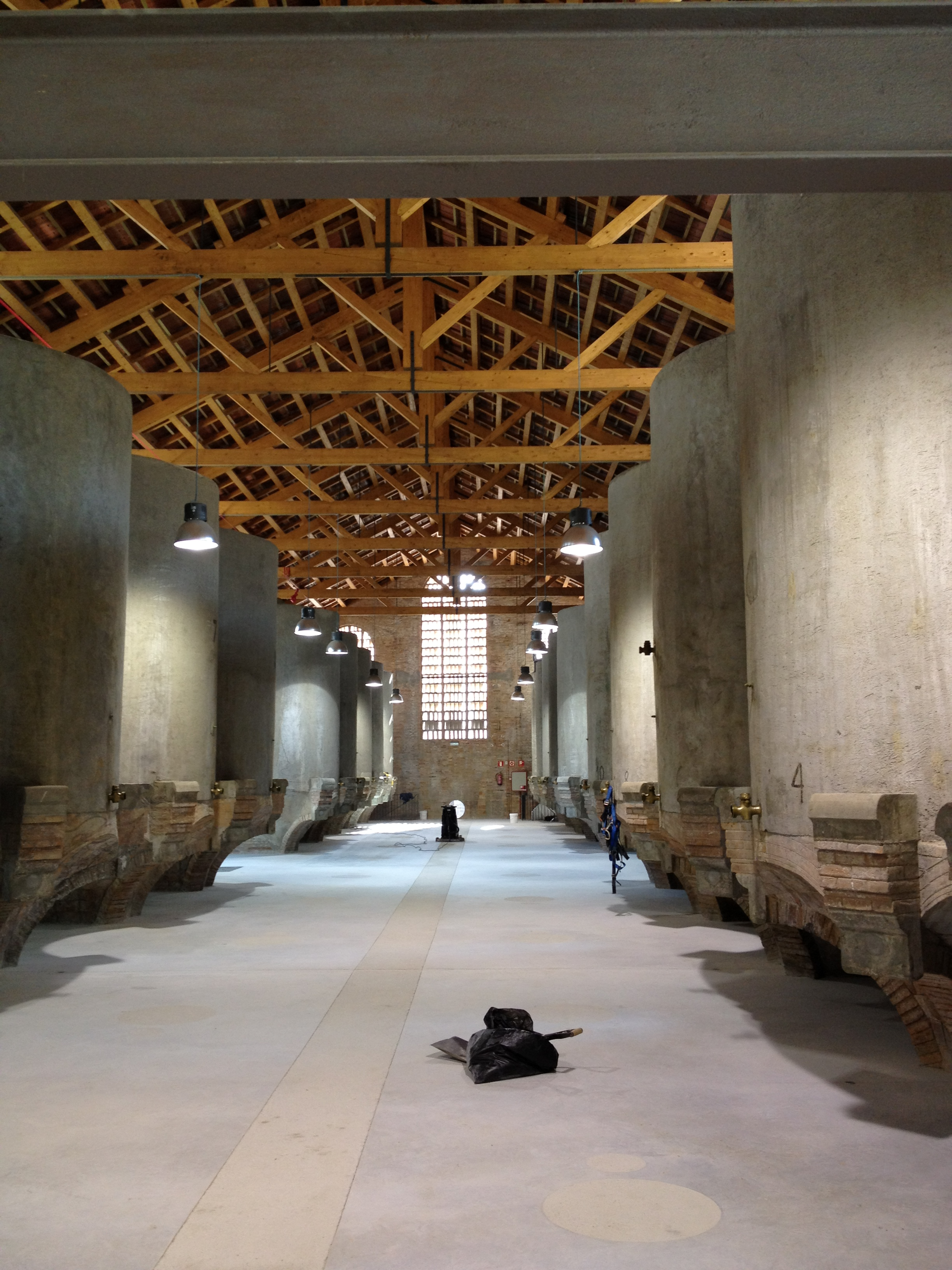
Tines de vi
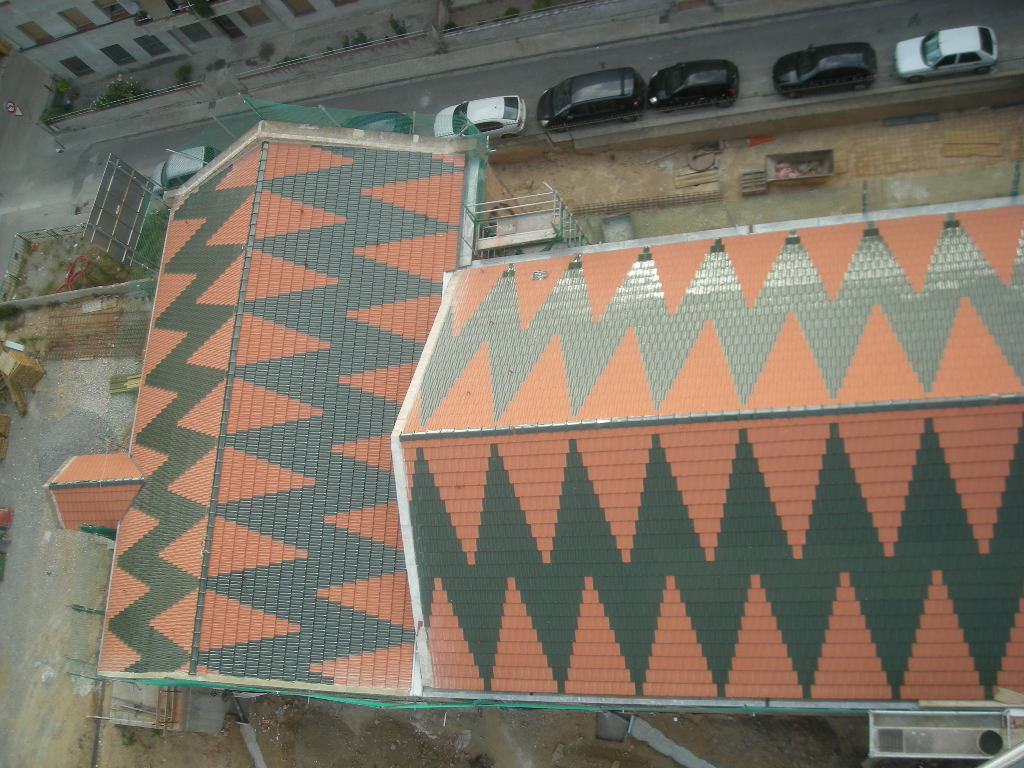
Nova teulada del Celler
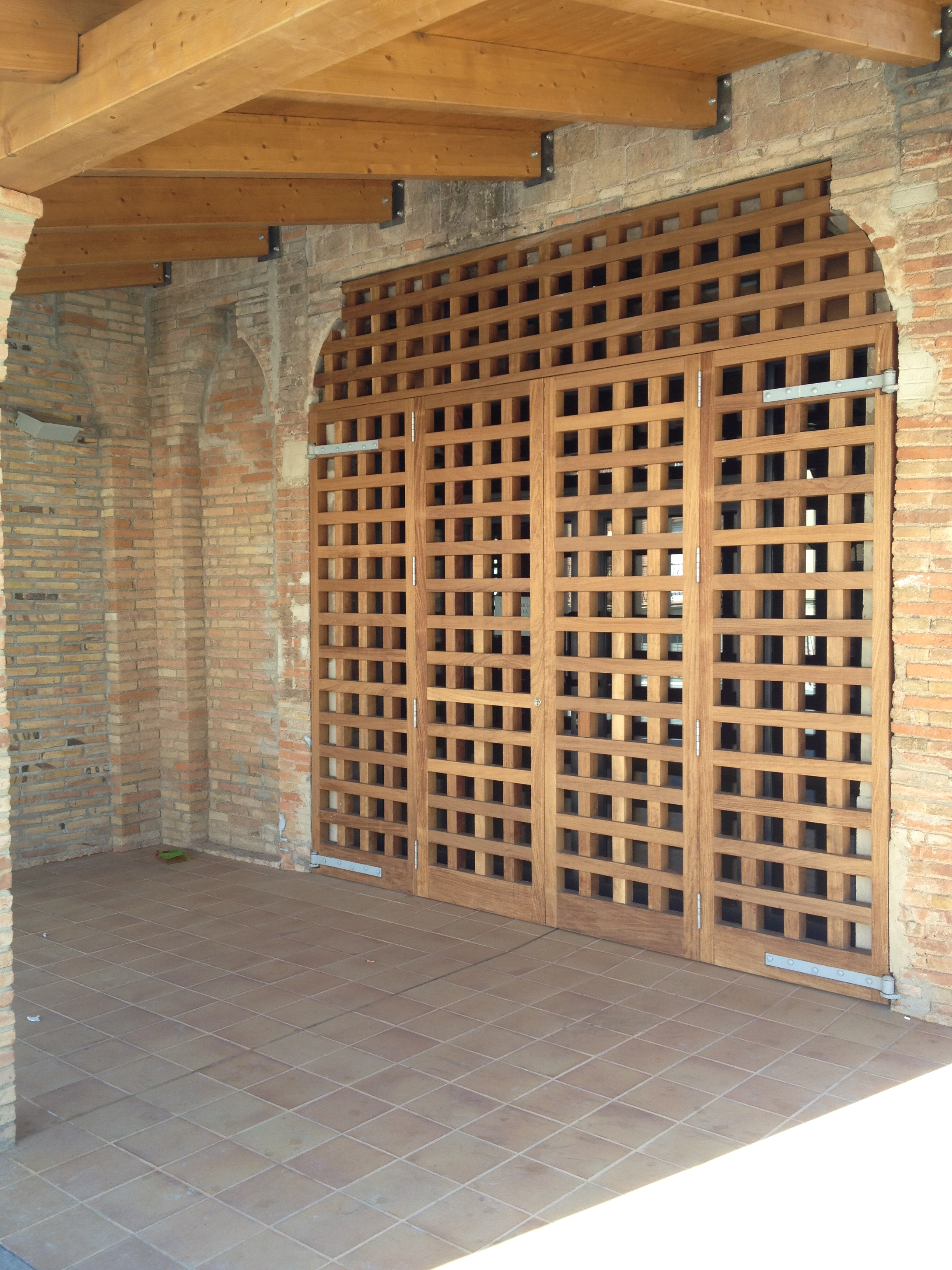
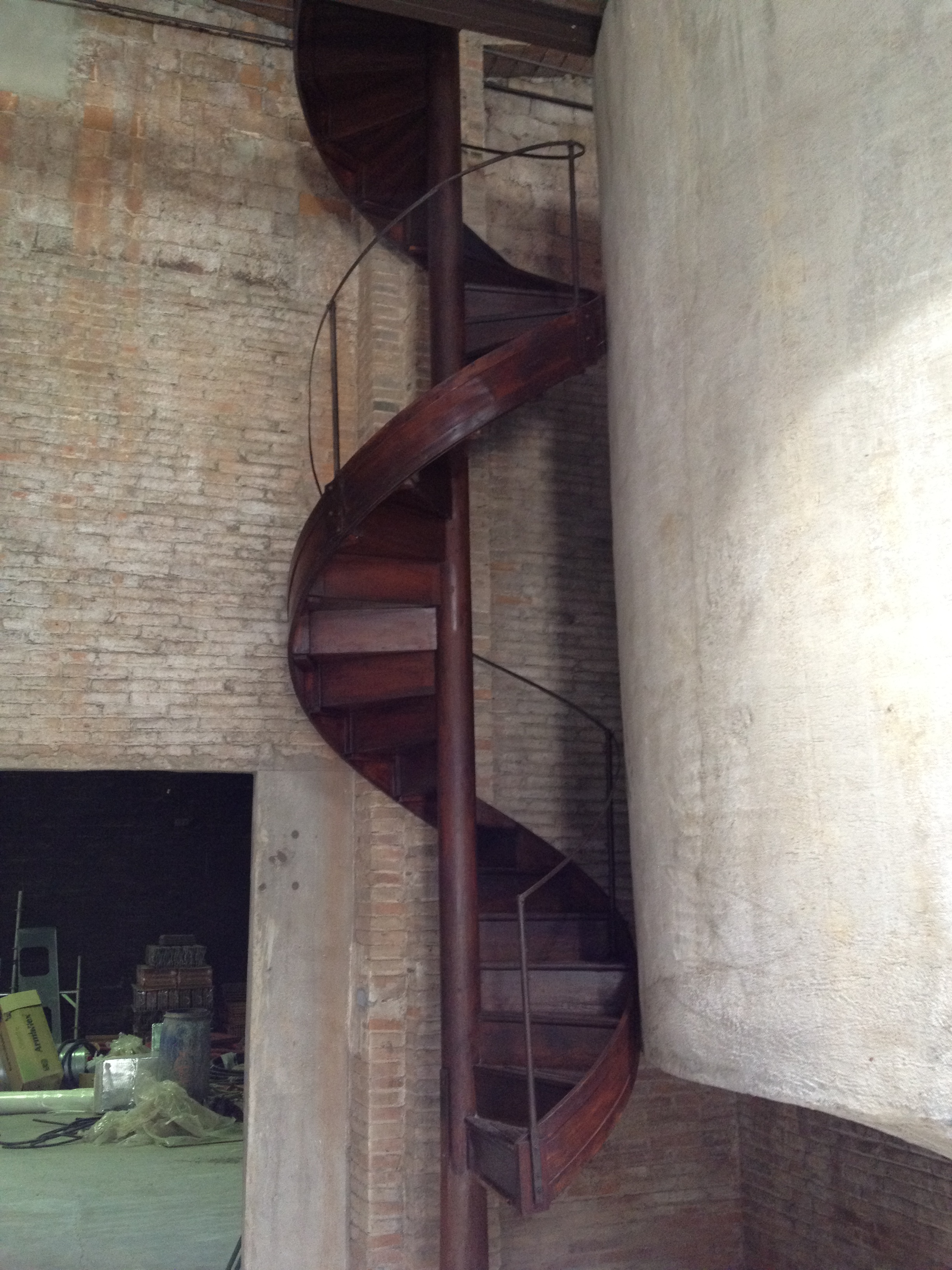
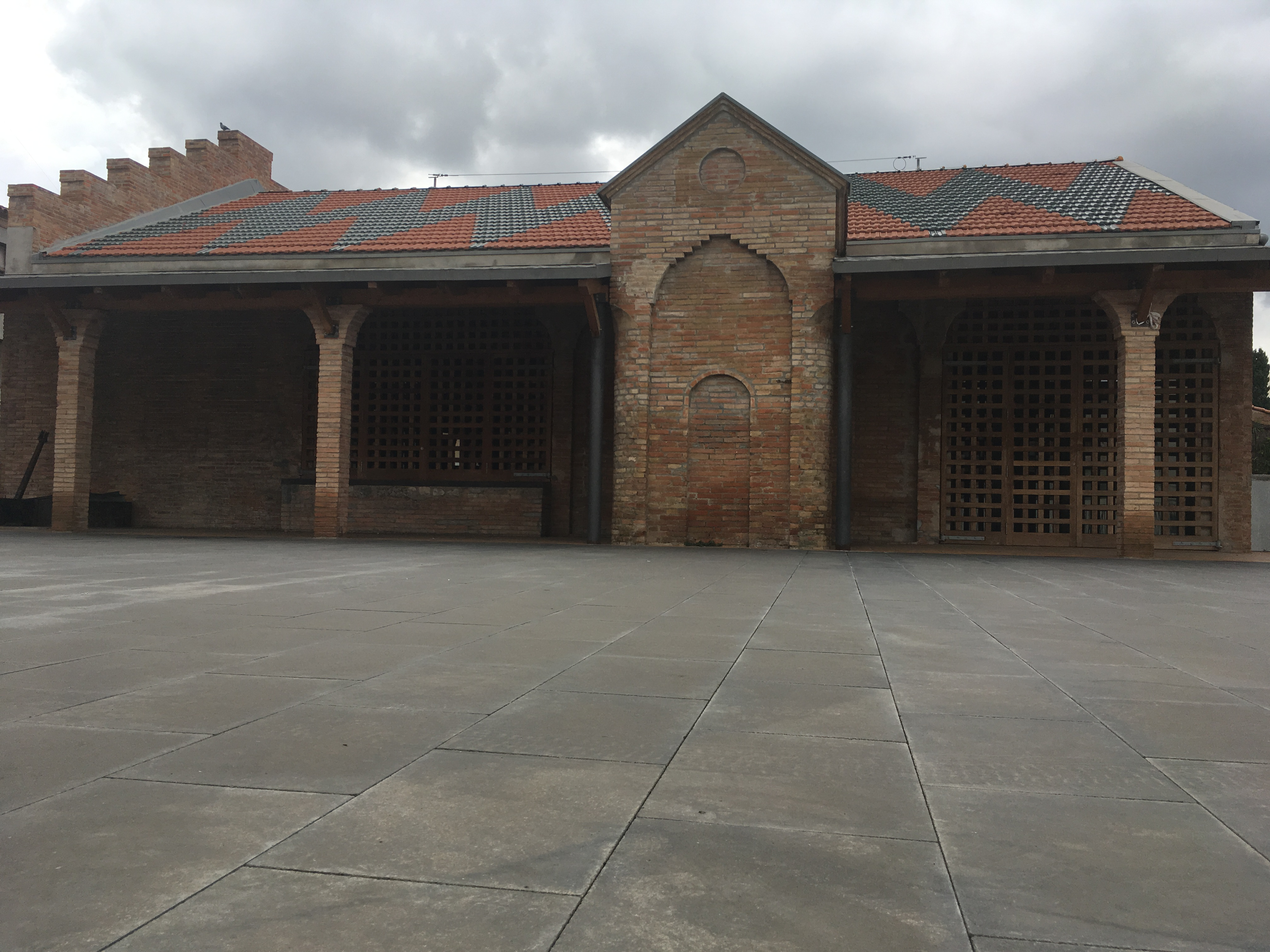